# Saint-Genès-de-Fronsac

Saint-Genès-de-Fronsac este o comună în departamentul Gironde din sud-vestul Franței. În 2009 avea o populație de 710 de locuitori.

## Evoluția populației
| An        | 1975 | 1982 | 1990 | 1999 | 2006 | 2009 |
| --------- | ---- | ---- | ---- | ---- | ---- | ---- |
| Populație | 267  | 371  | 550  | 576  | 672  | 710  |